# Isla Yeongjong
Isla Yeongjong (en coreano: 영종도) es una isla de la costa oeste de la ciudad de Incheon, Corea del Sur. Varias islas que antes estaban separadas Yongyu, Sammok, y las Islas Sinbul se han unido a la isla de Yeongjong a través de una zona de Tierras ganadas al mar construidas para poder albergar el Aeropuerto Internacional de Incheon. La isla es un enclave del distrito de Jung-gu en la ciudad metropolitana de Incheon, y se accede a ella a través de dos puentes, el puente Yeongjong que la conecta a Seo-gu y el Puente de Incheon que la conecta a Songdo.